# Hesperocharis anguitia
Hesperocharis anguitia är en fjärilsart som först beskrevs av Jean Baptiste Godart 1819.  Hesperocharis anguitia ingår i släktet Hesperocharis och familjen vitfjärilar. Inga underarter finns listade i Catalogue of Life.